# Spoleto
Spoleto (Spuleti in dialetto spoletino) è un comune italiano di 36 004 abitanti della provincia di Perugia in Umbria.
Sede dell'arcidiocesi di Spoleto-Norcia, di distretto sanitario e di tribunale, in virtù della sua posizione geografica ha forti legami storici e culturali con la Valnerina e la provincia di Terni. Il comune è ente capofila della Zona sociale n° 9 dell'Umbria.

## Geografia fisica

### Territorio

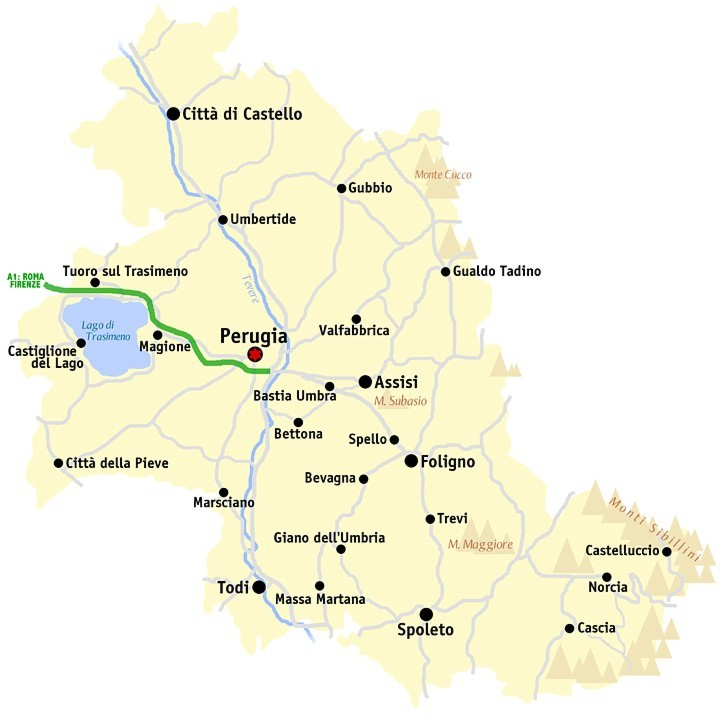
La posizione di Spoleto nella provincia di Perugia.

Spoleto è situata all'estremità meridionale della Valle Umbra, vasta pianura alluvionale, generata in epoca preistorica dalla presenza di un vasto lago, il lacus Umber, prosciugato definitivamente nel Medioevo, dopo il suo impaludamento, con delle opere di bonifica.
La città si è sviluppata sul colle Sant'Elia, un basso promontorio collinare alle falde del Monteluco, nei pressi del fiume Clitunno, e più in basso fino alle rive del torrente Tessino; ad est è contornata dai monti che delimitano la Valnerina, di cui quattro delle sue frazioni, Le Cese, Belvedere, Ancaiano e Sensati ne fanno parte. A Sud confina con la Valserra, un'area dell'Umbria sita nella quasi totalità nel comune di Terni, ad eccezione di una piccola propaggine che ricade nel territorio comunale di Spoleto più precisamente nelle frazioni di Fogliano, Castagnacupa e Messenano.
La città si colloca per estensione al 28º posto fra i comuni italiani.

### Clima
Il clima della città di Spoleto è essenzialmente di tipo subcontinentale con elevate escursioni termiche annuali e giornaliere, specie nella stagione estiva. Si rileva una variazione climatica tra il centro cittadino, che si trova ad una quota compresa tra 320 e 450 m s.l.m. ed è in gran parte circondato dai monti, e la periferia che si sviluppa sulla valle spoletina ad un'altitudine inferiore ai 300m, in un contesto pianeggiante e collinare. In inverno le temperature minime medie sono intorno allo zero, ma in caso di cielo sereno, durante la notte possono scendere ad alcuni gradi sotto lo zero e sono piuttosto frequenti le brinate. Nei mesi di dicembre, gennaio e febbraio si contano mediamente 13 giorni di gelo (temperature minime inferiori o uguali a 0 °C) al mese, mentre le giornate di ghiaccio (temperatura massima inferiore o uguale a 0 °C) sono eventi piuttosto rari.
Le precipitazioni nevose sono un fenomeno che si sta verificando sempre con maggior rarità, sebbene il centro storico ogni anno veda scendere la neve anche più volte, ma con accumuli che tendono a non essere particolarmente significativi. Nella prima parte della primavera, che risulta la stagione più piovosa dell'anno, non di rado si assiste a gelate tardive e nevicate sui monti (la più eclatante fu la nevicata del 25 Maggio 2013 a quote comprese tra i 900 e i 1000 m nello spoletino). In estate la città presenta caratteristiche marcatamente continentali con escursioni termiche che in condizioni anticicloniche sfiorano, e a volte raggiungono, i 20 °C. Le temperature massime in estate sono generalmente inferiori ai 32 °C, mentre i valori minimi si attestano tra i 16 e i 18 °C. Durante le ondate di calore portate da espansioni dell'anticiclone subtropicale afro-mediterraneo le temperature massime possono salire fino ai 38 °C, portandosi comunque oltre i 35 °C per diversi giorni consecutivi, mentre le minime possono raggiungere (e raramente superare) i 20 °C.Tuttavia, le elevate escursioni termiche e la ventilazione, soprattutto nel centro cittadino, rendono il clima gradevole sia nelle prime ore del mattino, sia nelle ore serali e notturne.
L'autunno, in una prima fase, presenta caratteristiche miti e molto piovose (fine settembre e mese di ottobre), mentre tende ad essere più simile all'inverno nel mese di novembre. Nell'area periferica della città sono piuttosto frequenti le nebbie autunnali, che in alcuni giorni possono persistere anche per tutta la giornata. I fenomeni di nebbia sono assai meno frequenti nel centro cittadino, e sono relativi alle sole prime ore del mattino.
- Classificazione climatica: zona E, 2427 GR/G

## Origini del nome
Il toponimo di Spoleto deriverebbe dalla congiunzione delle parole greche Spao e Lithos (Σπαω-λιθος), ovvero sasso-staccato: in altre parole il colle Sant'Elia (ovvero "il colle del sole") su cui è sorta la città sarebbe stato interpretato come il resto di una frana staccatasi dal Monteluco, ma tale teoria non è stata mai confermata.

## Storia

### Umbri e Colonia romana

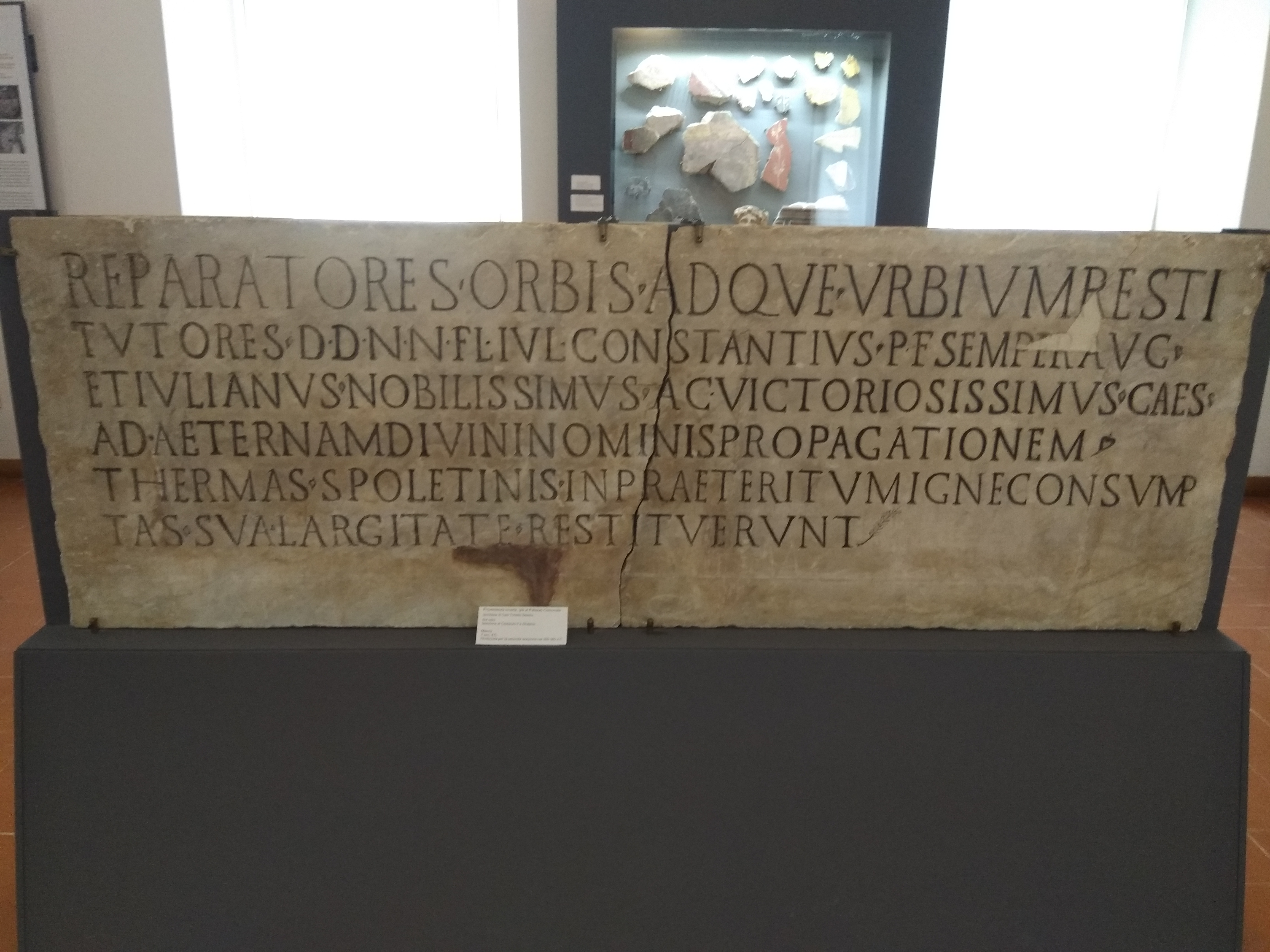
Iscrizione attestante il restauro delle terme di Spoletium distrutte da un incendio per volere dell'imperatore romano Costanzo II e del suo cesare Giuliano

Spoleto è centro abitato fin dalla preistoria.
Le prime testimonianze di insediamenti risalgono almeno all'età del bronzo finale (XII-XI secolo a.C.): i reperti di maggiore interesse sono venuti alla luce alla sommità e sui pendii del colle Sant'Elia, dove molti secoli più tardi sorgerà la Rocca Albornoziana.
Durante l'età del ferro Spoleto fu uno dei maggiori centri umbri, in posizione dominante sulla valle umbra. Rimangono numerose sepolture ad inumazione con ricchi corredi databili all'VIII-VI secolo a.C. trovate soprattutto nella necropoli di Piazza d'Armi. Eccezionali sono i ritrovamenti di 4 scettri, di cui due raffiguranti animali e divinità, nella tomba principesca detta "del re", oltre a numeroso vasellame in ceramica d'impasto decorato con elementi fittili zoomorfi (cavalli, uccelli e animali fantastici) e due sonagli cerimoniali in lamina bronzea e in ferro. Si colgono chiari elementi del potere aristocratico e reale già per diritto di nascita, come dimostrano le tombe neonatali dei "piccoli principi" che contengono armi (dischi-corazza, lance, pugnali) e simboli di status sociale (kantharos bronzeo, fiaschetta d'impasto).
Rimangono inoltre resti delle mura poligonali del V-IV secolo a.C., dette mura ciclopiche, costituite da enormi massi di pietra calcarea in forma poligonale.
Un importante documento lapideo arrivato ai giorni nostri è la Lex spoletina, conservato al Museo archeologico nazionale di Spoleto.
Divenne colonia romana nel 241 a.C. con il nome di Spoletium e si mantenne sempre fedele a Roma, in special modo durante le guerre puniche, non soltanto respingendo Annibale dopo la sua vittoria al Trasimeno (217 a.C.), ma soprattutto nel periodo critico successivo a quel lungo conflitto.
Nel 43 a.C. vi sostò Ottaviano, prima della battaglia di Modena, officiando un sacrificio rituale presso uno dei templi della città.

### Ducato di Spoleto
Agli inizi del V secolo risiedeva a Spoleto il poeta romano Giulio Naucellio.
Abbellita da Teodorico, che fra il 507 e il 511 pose mano al restauro della città e alla bonifica della valle in larga parte impaludata, e da Belisario (536), Spoleto fu espugnata da Totila (545) e restaurata da Narsete che, dopo il 553, intraprese il ripristino delle mura.
Sotto i Longobardi Spoleto fu capitale dell'omonimo ducato, proiettando l'influenza politica della città su un vasto territorio dell'Italia centro-meridionale, fino al ducato di Benevento. In questo periodo le suddivisioni territoriali cittadine vennero chiamate Vaite, termine che rimase in uso fino al XVII secolo.
Caduti i Longobardi, il ducato passò ai Franchi. Quando l'impero carolingio fu smembrato, i duchi di Spoleto, Guido II e suo figlio Lamberto II, si spinsero alla conquista della corona imperiale (889).

### Stato pontificio

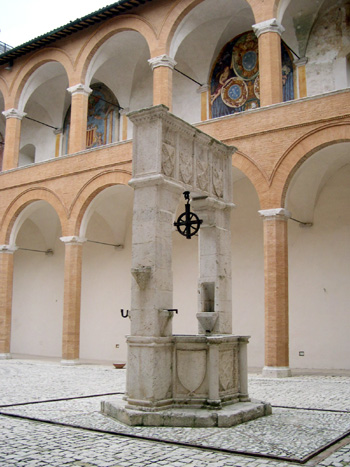
Particolare del cortile della Rocca Albornoziana

Nel 1155 Spoleto, "munitissima città, difesa da cento torri" fu, secondo la tradizione, distrutta da Federico Barbarossa il quale in seguito
nel 1185, in segno di riconciliazione,  donò alla città la Santissima Icona, un'immagine della Madonna esposta attualmente nel Duomo.
Contesa poi tra l'Impero e la Chiesa, fu a questa aggregata dal papa Innocenzo III nel 1198 e, definitivamente, nel 1247. La città fu duramente colpita dal terremoto del 1298. Funestata da conflitti tra Guelfi e ghibellini, fu riappacificata dal cardinale Egidio Albornoz (egli, nel 1359, diede inizio ai lavori di costruzione della Rocca come sede dei governatori della città); fu assicurata alla Chiesa e fatta centro importante dello Stato Pontificio, che le mandò autorevoli governatori, tra cui anche Lucrezia Borgia (1499).
Dal Rinascimento in poi, Spoleto si trasformò progressivamente da centro prevalentemente strategico a centro culturale, con la fondazione dell'Accademia degli ottusi (nota anche come Accademia spoletina). Seguirono periodi di splendore e di decadenza. I papi Urbano VIII e Pio IX erano stati rispettivamente vescovo ed arcivescovo di Spoleto.
Dal 1850 al 1860 fece parte della Legazione dell'Umbria o III Legazione dell'Umbria, una suddivisione amministrativa dello Stato della Chiesa istituita da Pio IX il 22 novembre 1850.
Nel 1859 contava 43.155 abitanti e il territorio era suddiviso nelle tre storiche delegazioni di Perugia, Spoleto e Rieti, a loro volta ripartite in 24 complessivi governi: 11 nella delegazione di Perugia, 9 in quella di Spoleto (che comprendeva tutta l'odierna Valle Umbra o Spoletana e la Valnerina) e 4 in quella di Rieti.
Durante l'occupazione francese nel periodo napoleonico, Spoleto fu capoluogo prima del dipartimento del Clitunno e poi di quello del Trasimeno. Dal 1816 al 1860 fu capoluogo della delegazione apostolica di Spoleto una suddivisione amministrativa dello Stato della Chiesa, istituita da papa Pio VII nel territorio dell'Umbria e della Sabina. Nella sua conformazione definitiva confinava a nord con le delegazioni di Perugia e Camerino, a est con la delegazione di Ascoli, a sud con la delegazione di Rieti e il Regno delle Due Sicilie e a ovest con la delegazione di Viterbo.

### Dopo l'unità d'Italia
Il 17 settembre 1860, le truppe del generale piemontese Filippo Brignone entrarono a Spoleto, sottraendo la città allo Stato pontificio. Successivamente, con il plebiscito del 4 novembre 1860, che coinvolse Marche e Umbria, Spoleto fu annessa al Regno d'Italia.
Dopo l'unità, il nuovo Regno d'Italia privilegiò Perugia come capoluogo di una vastissima provincia, che inglobava anche il territorio spoletino e si estendeva in parte dell'odierna provincia di Rieti, nella valle del Tevere fino alle porte di Roma, relegando quindi Spoleto ad un ruolo di secondo piano, anche se ancora per molti anni la città continuò a restare sede di diverse istituzioni quali ad esempio il distretto militare.
Infine, con la successiva costituzione della provincia di Rieti e la promozione di Terni a capoluogo di provincia, nel 1927, Spoleto ha finito per perdere definitivamente il suo antico ruolo di centro politico-amministrativo dell'Umbria meridionale.

## Monumenti e luoghi d'interesse

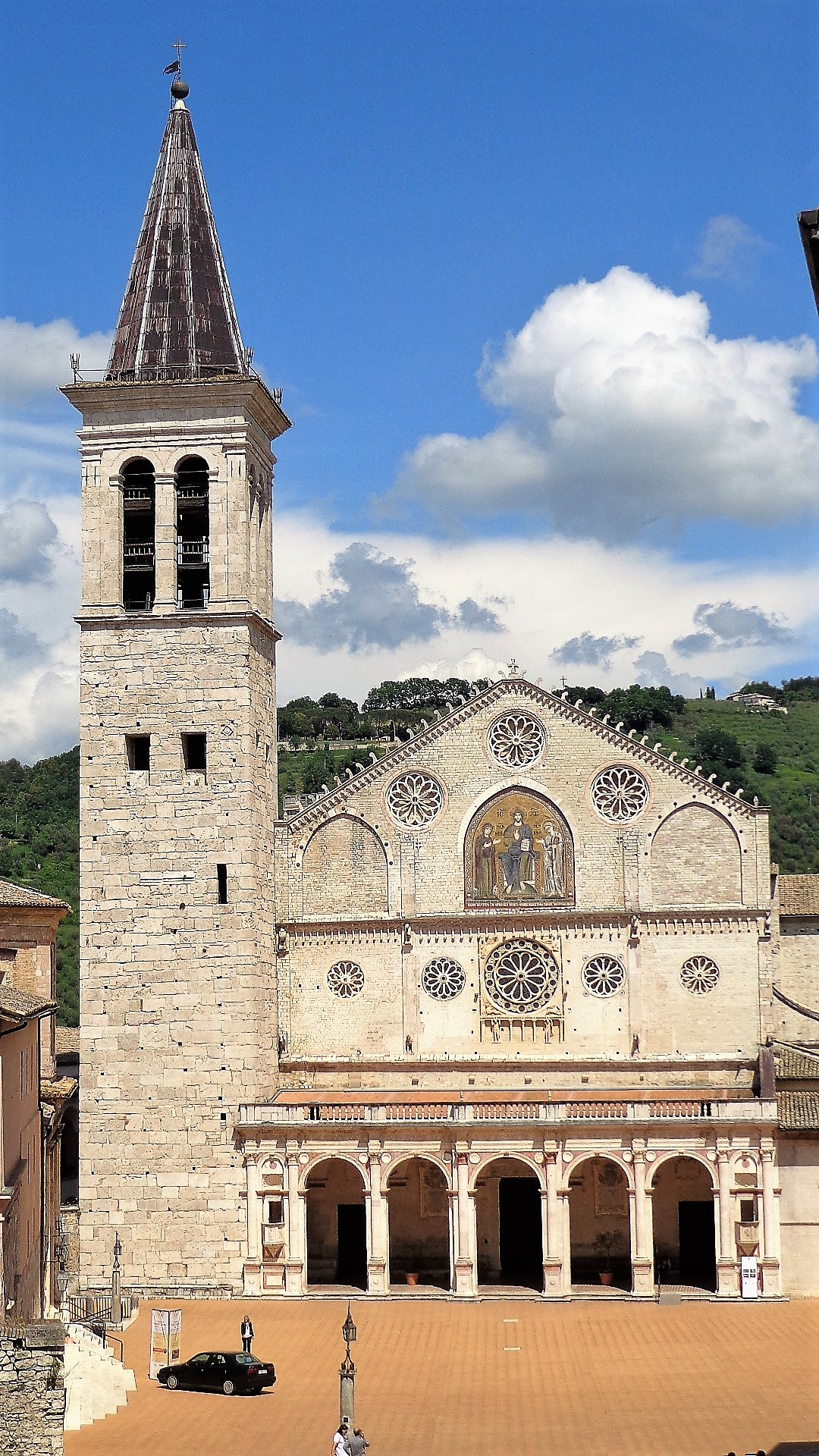
Il Duomo

### Architetture religiose
- Chiesa di Sant'Eufemia, chiesa romanica del XII secolo costruita nell'area di un'insula.
- Cattedrale di Santa Maria Assunta, nota anche come duomo di Spoleto, cattedrale dell'XI secolo affrescata da Pinturicchio e Filippo Lippi.
- Abbazia di San Giuliano, abbazia del XII secolo.
- Abbazia di San Paolo "inter vineas", abbazia romanica del VI secolo.
- Basilica di San Gregorio Maggiore, chiesa dell'XI secolo.
- Chiesa di Sant'Ansano, chiesa neoclassica del XII secolo, costruita su un tempio romano dedicato a Giove.
- Chiesa di San Domenico, chiesa del XII-XIV secolo.
- Chiesa di San Filippo Neri, chiesa del XVII secolo.
- Chiesa di Santa Maria della Concezione, detta anche Santa Maria della Piaggia.

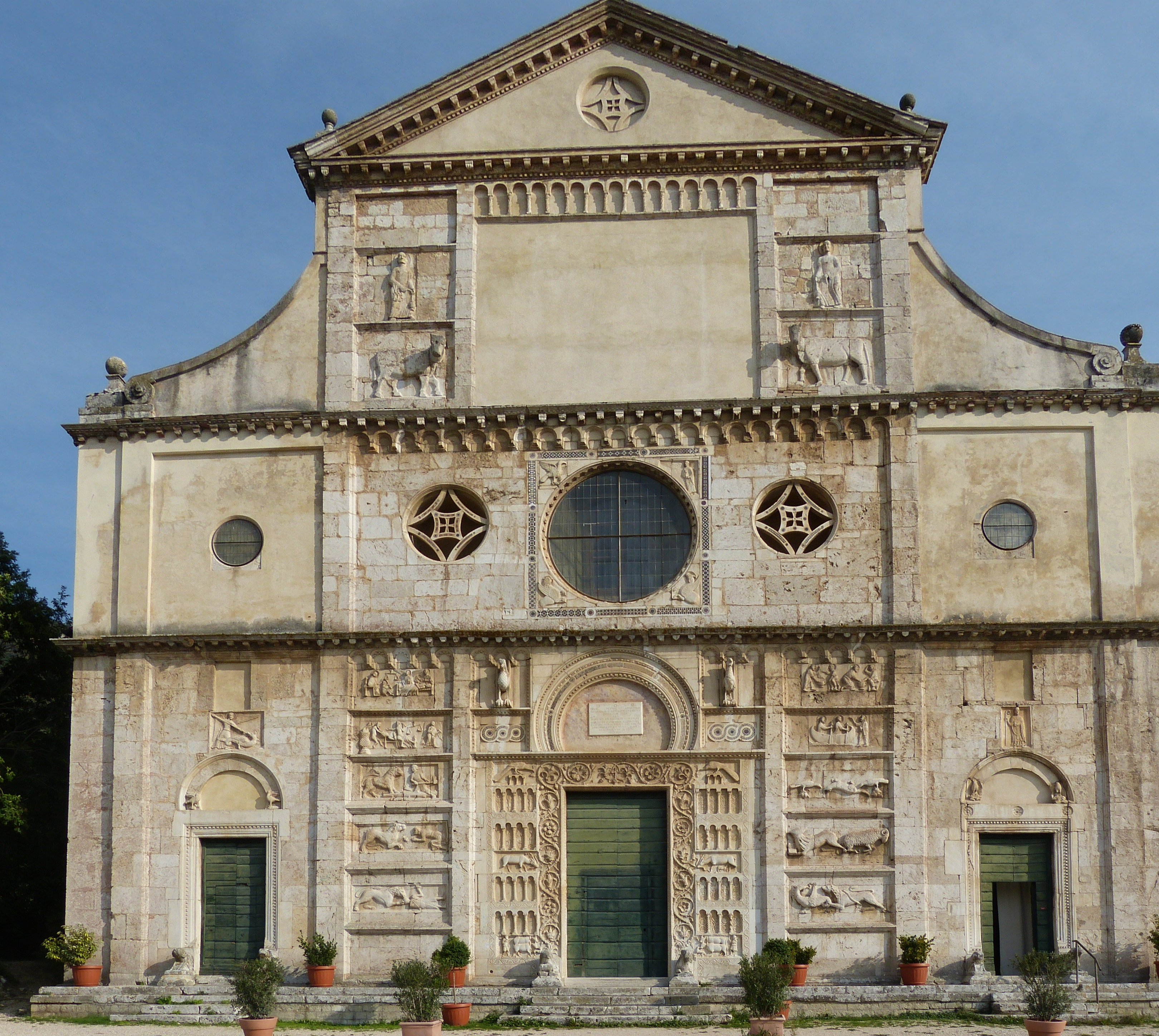
Chiesa di San Pietro

- Chiesa di San PietroChiesa di San Pietro, o chiesa di San Pietro extra moenia, chiesa romanica del XII secolo.
- Chiesa di San Ponziano, chiesa romanico-neoclassica del XII secolo.
- Chiesa di San Rocco.
- Chiesa di San Sabino, chiesa romanica dell'XI-XII secolo.
- Chiesa di San Salvatore, basilica paleocristiana del IV-V secolo con rifacimenti longobardi dell'VIII secolo.
- Cimitero monumentale di Spoleto, cimitero monumentale del XIX secolo.
- Complesso monumentale di Sant'Agata, complesso di edifici composto dall'omonimo monastero, dalla chiesa di Sant'Agata e dal teatro romano.
- Complesso monumentale di San Matteo degli infermi.
- Complesso monumentale di San Nicolò.
- Convento dei Cappuccini.
- Santuario della Madonna di Loreto.
- Santuario di San Francesco, santuario di Monteluco.

#### Ex chiese
- Ex chiesa dei Santi Simone e Giuda.
- Ex chiesa di Santa Maria della Manna d'Oro.
- Ex chiesa dei Santi Giovanni e Paolo.
- Ex chiesa di San Marco in pomeriis.
- Ex chiesa di San Lorenzo.

### Architetture civili

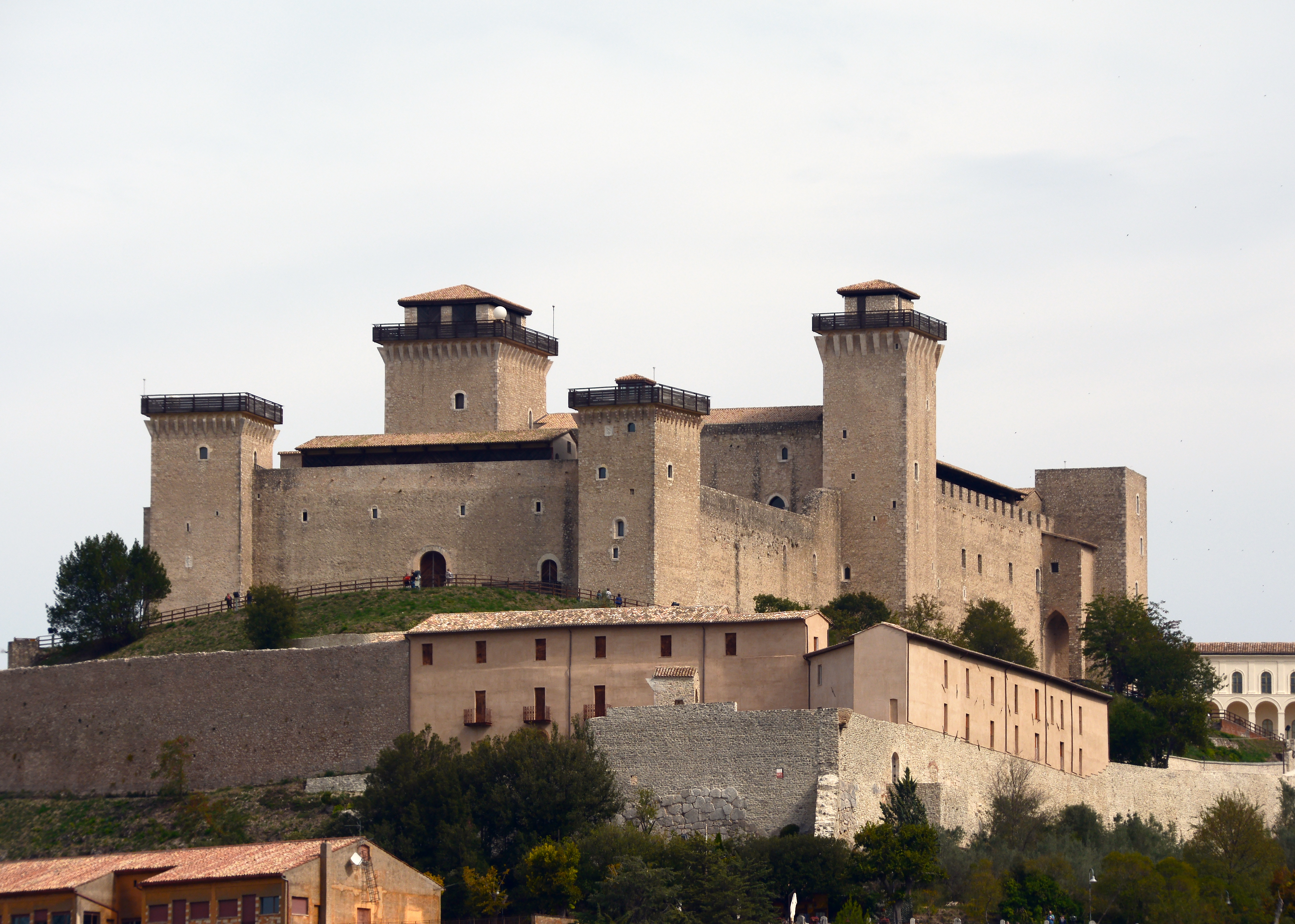
Rocca Albornoziana

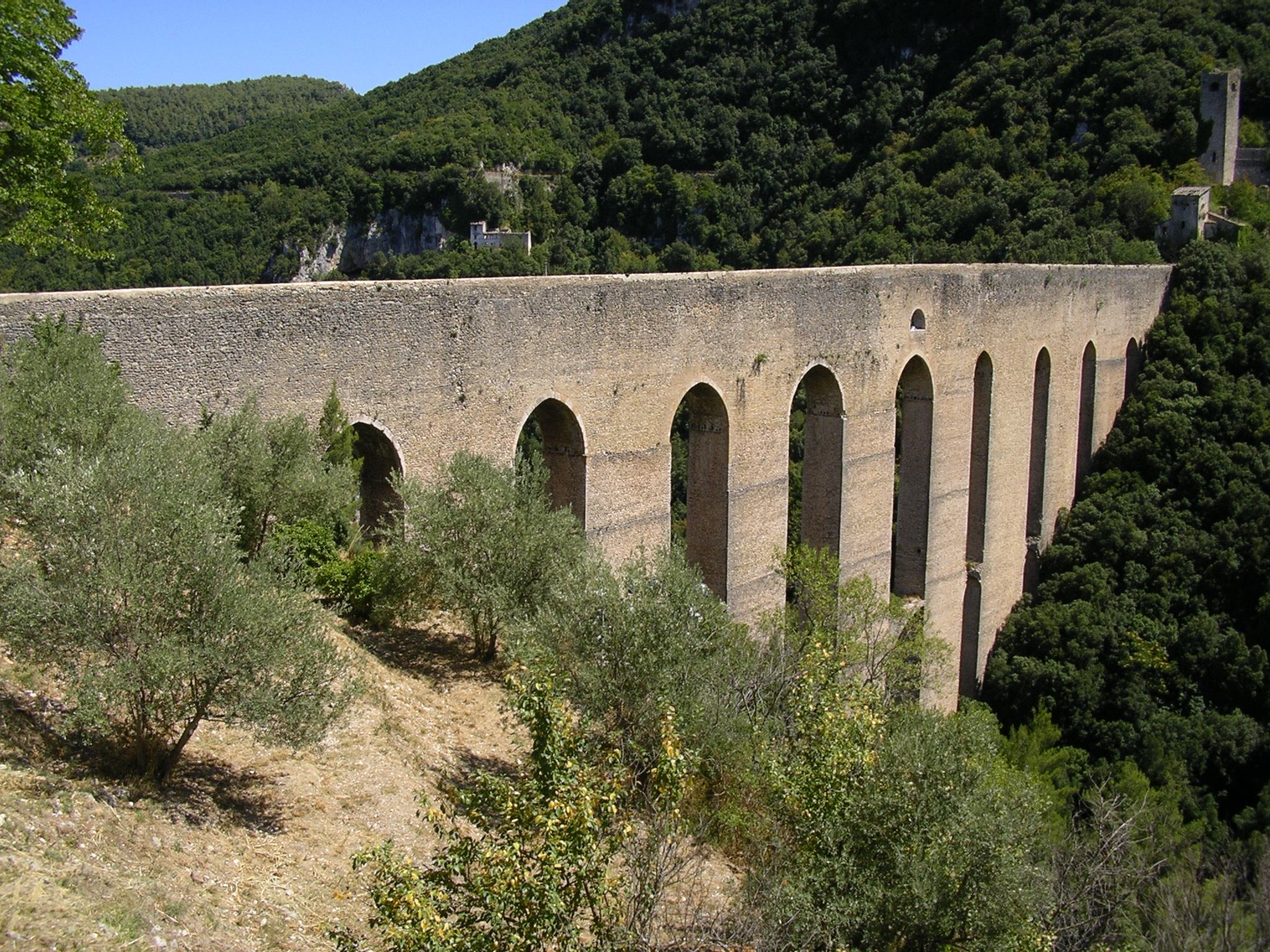
Ponte delle Torri

- La rocca Albornoziana sorge alla sommità del colle Sant'Elia da dove domina la valle umbra. Fu fatta costruire dal cardinale Egidio Albornoz. Possiede due cortili interni e sei torri, tra cui quella comunemente chiamata "della spiritata", e la "camera pinta", affrescata con dipinti quattrocenteschi.
- Il ponte delle Torri, lungo 230 metri, è stato parte dell'acquedotto di Cortaccione, di origini romane. È considerata una costruzione romano-longobarda secondo alcuni, tardo-medievale secondo altri, e raggiunge l'altezza di 82 metri. Il monumento è interessato da un intervento di monitoraggio dello stato tensionale delle murature. L'opera viene celebrata da Goethe nel suo Italienische Reise. Nei suoi pressi si trova il Fortilizio dei Mulini, edificio turrito che per secoli ha svolto funzioni di vigilanza sul ponte.
- La piazza Bernardino Campello, dove affacciano il palazzo Campello, la ex chiesa dei Santi Simone e Giuda e la fontana del Mascherone.
- La piazza del Duomo e la relativa scalinata, al cui lato vi è la Casa Menotti.
- La piazza del Mercato con la storica Fonte di Piazza.
- La piazza Giuseppe Garibaldi, dove si trova la Basilica di San Gregorio Maggiore e la Porta Leonina, edificata nel 1947 in luogo della Porta di San Gregorio, distrutta nel 1944 durante la ritirata dei tedeschi nella seconda guerra mondiale.
- Il ponte Sanguinario, di epoca romana, attualmente al di sotto del piano stradale, riscoperto solo nel XIX secolo. Si trova esattamente in corrispondenza dell'attuale centro viario di piazza della Vittoria ed è visitabile scendendo una rampa di scale che parte direttamente dalla piazza. Lungo 24 m ed alto 9, risulta essere in ottimo stato di conservazione. È costituito da blocchi di travertino squadrati che compongono tre arcate, di cui una ancora interrata. Il ponte permetteva alla via Flaminia di oltrepassare il torrente Tessino, che oggi scorre qualche decina di metri più a nord-est; quando questo gradualmente cambiò sede, il ponte restò semplicemente un tratto della via e col tempo venne interrato. Il nome è probabile che derivi dall'antica e vicina porta Sandalapius, ma la tradizione popolare lo associa alla vicinanza dell'anfiteatro romano, dove si ritenevano avvenuti molti martirî.
- Castello di San Giacomo nell'omonima frazione.
- L'arco di Druso, romano, costruito lungo il tracciato urbano della via Flaminia, che introduceva al foro (sito attuale di piazza del Mercato), eretto nel 23 d.C. in onore di Druso minore.
- Il palazzo Spada, sede del Museo del tessile e del costume.
- Il palazzo Racani Arroni, con i suoi graffiti monocromatici cinquecenteschi.
- Il palazzo Mauri, sede della biblioteca comunale.
- Il palazzo comunale, del Duecento.
- L'elegante casa romana del I secolo d.C., appartenuta a Flavia Vespasia Polla, madre dell'imperatore Vespasiano, decorata con pavimenti e mosaici ancora intatti.

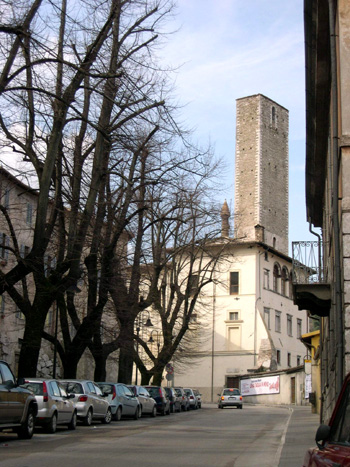
La Torre dell'olio

- La torre dell'olio, del XIII secolo, e la Porta Fuga: la prima così chiamata perché da essa, in difesa della città, si soleva gettare olio bollente sui nemici che assediavano la sottostante porta Fuga, appartenente alla prima cinta muraria urbica). Si narra che molti nemici, i più illustri Federico Barbarossa e Annibale, subirono ingenti perdite da questa strategia di difesa (da cui il nome "Fuga" della sottostante porta)[8].
- Diversi palazzi del XVIII secolo:
  - Palazzo Collicola (sede del Museo Carandente, Palazzo Collicola - Arti visive, con opere di Calder, De Gregorio, Pomodoro e altri)
  - Palazzo Campello
  - Palazzo Ancaiani, sede del Centro italiano di studi sull'alto medioevo
- Villa Redenta, realizzata su i resti di un insediamento di epoca romana, venne realizzata nel XVI secolo su committenza della nobile famiglia spoletina dei Martorelli. Successivamente passò alla famiglia Loccatelli, che volle renderla degna del soggiorno dei pontefici Pio VI e Pio VII. Nel 1823, fu acquistata da Francesco Marignoli per conto del Papa spoletino Leone XII. Solo nel 1885 venne di nuovo acquistata dai Marignoli, da Filippo Marignoli, e denominata perciò Redenta.
- Il museo archeologico nazionale.
- Il teatro romano, utilizzato in epoca medievale come cava di pietre a servizio in particolare dell'edificazione della Rocca, del vicino palazzo Ancaiani e della torre campanaria del Duomo (data l'origine romana del materiale di recupero, molti simboli pagani, come ad esempio i falli alati portafortuna, sono tuttora visibili sul campanile della cattedrale.
- Il teatro Caio Melisso, di origine seicentesca, è sito a piazza del Duomo. Fu abbandonato dopo l'inaugurazione del Nuovo e successivamente riabilitato.
- Il teatro Nuovo Gian Carlo Menotti, del 1864, progettato dall'architetto Ireneo Aleandri e voluto dalla borghesia cittadina per l'insufficiente capienza del già esistente teatro Caio Melisso. Con i suoi 800 posti e l'ampiezza del palcoscenico di 25 m, risulta essere il più grande Teatro all'italiana dell'Umbria[senza fonte]. Il 29 giugno 2007, in occasione dell'avvio della cinquantesima edizione del Festival dei Due Mondi, il teatro è stato riaperto al pubblico dopo un restauro durato 3 anni. Nel 2010, il Teatro è stato intitolato al maestro Gian Carlo Menotti.
- Il teatrino delle sei, sede di spettacoli di avanguardia, danza moderna, mostre, installazioni, performance e concerti, durante il Festival.
- L'ex chiesa di San Lorenzo, attualmente Sala Pegasus.
- Il complesso monumentale dell'Anfiteatro, una città nella città, che comprende i resti di un anfiteatro romano, tre grandi chiostri, giardini, cortili e due ex monasteri con le rispettive chiese: la chiesa dei SS. Stefano e Tommaso, ristrutturata e denominata Auditorium della Stella, e la chiesa di San Gregorio Minore o de griptis.
- Spoletosfera, una cupola geodetica donata alla città di Spoleto nel 1967 dall'inventore, l'architetto Richard Buckminster Fuller, in occasione del X Festival dei Due Mondi.

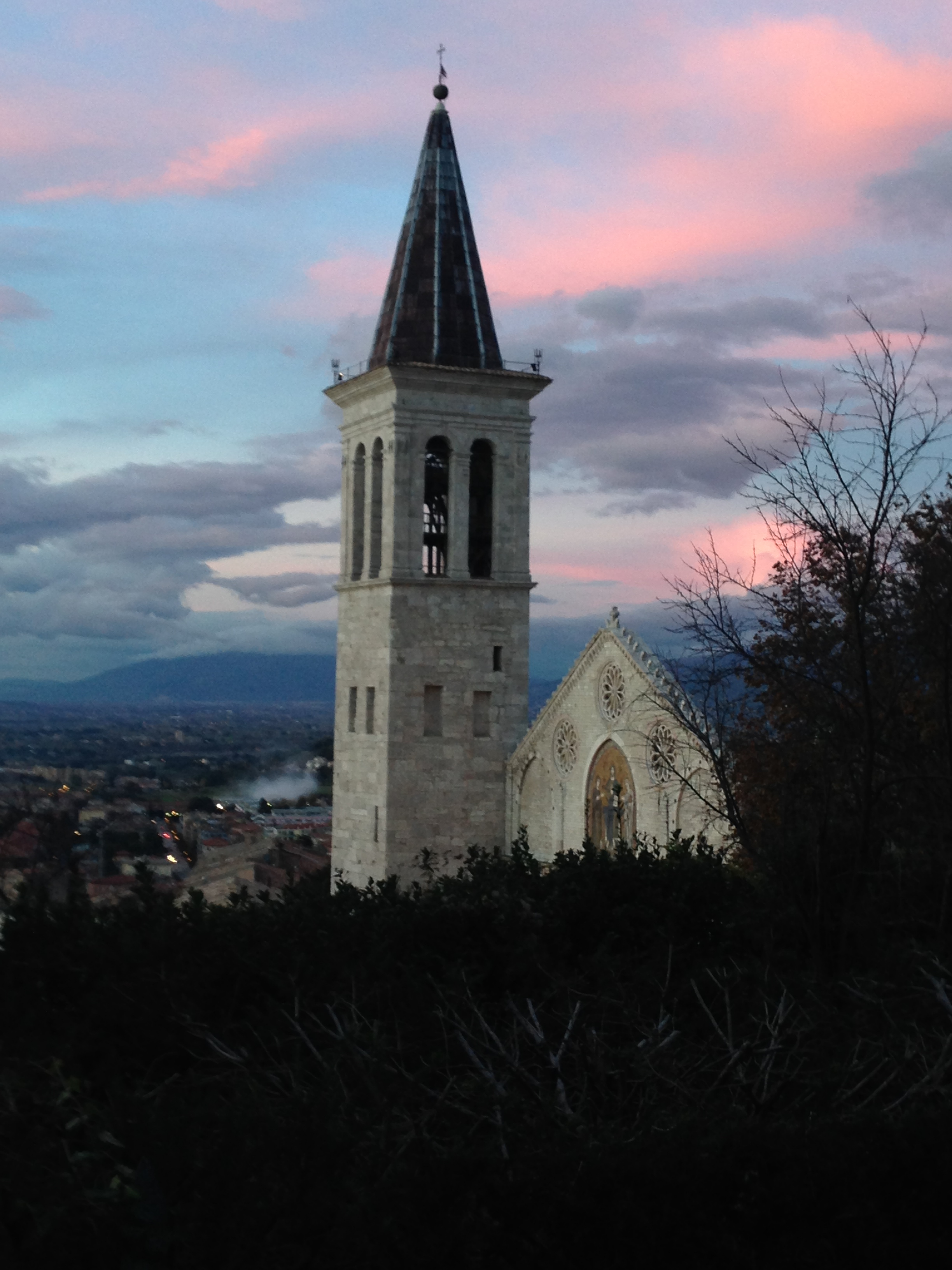
Duomo. Campanile visto dal Giro della Rocca

- Le vie di Fontesecca e dei Duchi, dove sono ancora visibili e utilizzate le antiche botteghe medievali.
- Le numerose fontane di Spoleto.
- Le mura di Spoleto. Spoleto presenta due cinte murarie urbiche:

1. le "mura ciclopiche": prima cinta muraria urbica sorta in epoca umbra e successivamente assorbita e manutenuta in epoca romana; di andamento poligonale, è costituita da enormi blocchi di pietra squadrati, posti a secco, e racchiudeva l'agglomerato urbano precedente allo sviluppo medievale; l'estensione della cinta era molto più contenuta di quella medievale. Un esteso tratto di questo primo impianto è ancora oggi visibile in via Cecili, dove è visibile pure il rudere di una torre appartenuta alla cinta. Altri tratti sono visibili presso il giro della rocca, mentre altri sono stati riportati alla luce negli anni 2000 a seguito dei lavori della mobilità alternativa in corrispondenza dell'uscita del percorso meccanizzato sotterraneo Spoletosfera-Teatro Romano;
2. le mura medievali: la seconda cinta fu realizzata a seguito del grande sviluppo medievale della città e alla formazione di borgate lungo le vie di accesso della città (Flaminia e Nursina). Proprio da questa seconda opera civile si evince lo sviluppo prevalentemente medievale e la grandezza della città dell'antichità: la cinta muraria in questione è a tutti gli effetti un'anomalia urbanistica difficilmente riscontrabile in altri impianti della stessa epoca in quanto le mura presentano uno dei più lunghi tratti rettilinei costruiti in epoca medievale (il tratto misura più di 1 km, è collocato nella zona più bassa e pianeggiante della città e oggi risulta correre parallelamente a via Martiri della Resistenza).
Durante il ventennio fascista alcuni tratti delle mura medievali furono demoliti per consentire la costruzione di altre opere. Il tratto delle mura medievali più scosceso e impervio è stato recuperato e restaurato durante la realizzazione del percorso meccanizzato Ponzianina-Rocca in ambito dei lavori di attuazione del progetto mobilità alternativa nel 2010.

- L'Ex mattatoio civico
- Teodelapio di Alexander Calder: una scultura monumentale "stabile", dello scultore statunitense Alexander Calder, alta 18 metri, che fu realizzata nel 1962 nel piazzale della stazione ferroviaria per la mostra "Sculture nella città", in occasione del Festival dei Due Mondi di quello stesso anno. La scultura poggia direttamente sull'asfalto della piazza e funge da rotatoria, secondo le precise intenzioni dell'autore dell'opera, che la immaginò immersa e attraversata proprio dalla caoticità del traffico cittadino.

### Luoghi naturali
- Il Bosco sacro del Monteluco, una lecceta secolare che ricopre i pendii e la sommità del monte, attraversata da numerosi sentieri escursionistici che partendo dal ponte delle Torri raggiungono numerose località di interesse storico e naturalistico. All'interno della foresta si trovano diversi eremi, ormai inglobati in ville private, fondati dal movimento eremitico avviato da Sant'Isacco di Monteluco intorno all'anno 528; alla sommità del Monteluco sorge il santuario francescano del XII secolo. La frase di san Francesco d'Assisi, Nihil jucundius vidi valle mea spoletana, in riferimento alla valle umbra, è riportata su una lapide posta al Belvedere.
- Passeggiata panoramica del "giro della Rocca", che circonda la sommità del colle Sant'Elia, su cui sorge la Rocca Albornoziana.
- Il "giro dei Condotti" è un sentiero naturalistico che costeggia le ripide pendici del Monteluco a quota 440 m e con andamento pianeggiante raggiunge l'ex monastero di Santa Maria inter Angelos (localmente detti Le Palazze), per poi ridiscendere nella parte bassa della città. Offre eccezionali scorci panoramici verso Spoleto e la valle spoletana, fino a Trevi, Spello, Assisi, Perugia, il Subasio, Montefalco.
- Il parco "Chico Mendes", la Passeggiata e la Casina degli ippocastani.

### Visitarono Spoleto
- Johann Wolfgang von Goethe vi soggiornò nel 1786, descrivendo con ammirazione il ponte delle Torri nel Viaggio in Italia.
- Nel giugno del 1876, Giosuè Carducci, fu inviato come ispettore al liceo di Spoleto e volle visitare le Fonti del Clitunno, a mezz'ora di carrozza dalla città, traendone ispirazione per una delle Odi barbare, intitolata Alle Fonti del Clitunno[12].
- Il 28 aprile 1911 lo scrittore tedesco Hermann Hesse, scrisse in una cartolina a sua moglie: "Spoleto è la scoperta più bella che ho fatto in Italia", "c'è una tale ricchezza di bellezze pressoché sconosciute, di monti, di valli, foreste di querce, conventi, cascate!"[13].

## Società

### Evoluzione demografica
Abitanti censiti

Il comune di Spoleto ha fatto registrare nel censimento del 1991 37 763 abitanti.
Nel censimento del 2001 la popolazione è risultata di 37 889 abitanti, distribuiti in 13 304 nuclei familiari, con una media per nucleo di 2,85 componenti.
La città ha presentato nel tempo una singolare estensione urbana al di fuori del territorio comunale, andando a costituire un agglomerato urbano con zone dei comuni confinanti di Castel Ritaldi, Campello Sul Clitunno, Giano dell'Umbria, Scheggino, Sant'Anatolia di Narco e Vallo di Nera di oltre 65 000 abitanti.

### Etnie e minoranze straniere
Secondo i dati ISTAT Al 31 gennaio 2023 la popolazione straniera residente era di 3 521 persone, pari al 9,16% della popolazione.
Al 2015 le nazionalità maggiormente rappresentate in base alla loro percentuale sul totale della popolazione residente erano:
- Romania: 1 100
- Albania: 950
- Marocco: 569
- Ucraina: 288
- Macedonia del Nord: 203

### Comunità ebraica
Dal XIII al XVI secolo Spoleto fu sede di una piccola comunità ebraica. A testimonianza della sua storia rimane oggi solo nella toponomastica cittadina il nome di una via: San Gregorio della Sinagoga.

### Istituzioni, enti e associazioni
La città è servita dall'ospedale "San Matteo degli Infermi", struttura DEA di I° livello.

## Cultura

### Biblioteche e archivi
- Sezione di Archivio di Stato di Spoleto[17]
- Archivio storico diocesano[18]
- Biblioteca comunale Giosuè Carducci
- Biblioteca vescovile G.B. Mastai Ferretti[19]
- Biblioteca francescana della comunità di S. Domenico[20]
- Biblioteca Giovanni Carandente a palazzo Collicola[21]
- Centro Studi “Belli-Argiris” a palazzo Mansueti, piazza Bovio 1[22].

### Ricerca
- Il Laboratorio di scienze della terra
- Il Centro italiano di studi sull'alto medioevo, promotore di convegni e di pubblicazioni
- L'Accademia degli Ottusi detta anche Accademia spoletina
- Spoletium rivista di arte storia cultura

### Scuole
- Scuola comunale di musica e danza Alessandro Onofri.
- Liceo Scientifico Alessandro Volta
- Liceo classico Pontano-Sansi
- Accademia di Belle Arti di Spoleto

### Università
- Unitelma Sapienza - Polo dell'Umbria - Sede di Spoleto
- Università degli studi di Perugia - Centro interuniversitario per la digitalizzazione del Patrimonio Culturale e Ambientale
- UniTreSpoleto - Università della Terza Età

### Musei
- Il Museo archeologico nazionale, ubicato all'interno dell'ex monastero di Sant'Agata e comunicante con il Teatro romano. Contiene reperti che illustrano la storia della città dalla protostoria al periodo tardo antico, nonché una sezione sul territorio della Valnerina in epoca preromana e romana
- Il Museo Carandente, Palazzo Collicola - Arti visive
- Il Museo diocesano
- Il Museo nazionale del Ducato di Spoleto, ubicato all'interno della Rocca albornoziana, che conserva numerose testimonianze altomedievali riferite al periodo della dominazione longobarda
- Il Museo della Ferrovia Spoleto-Norcia
- Casa Menotti, Centro di Documentazione del Festival dei Due Mondi
- Museo del tessile e del costume
- Museo delle miniere di Morgnano
- Museo delle scienze e del territorio[23]

### Eventi
- Teatro lirico sperimentale, concorso lirico attivo dal 1947 per volontà di Adriano Belli, i cui vincitori portano in scena opere del repertorio operistico e opere del teatro musicale contemporaneo.
- il Premio Spoleto, si è svolto dal 1953 al 1964, con due riprese nel 1966 e nel 1968.
- Il Festival dei Due Mondi (conosciuto anche come "Spoleto Festival"), fondato nel 1958 dal maestro compositore Gian Carlo Menotti, che con i suoi spettacoli di prosa, danza, concerti, mostre e film nell'ambito di Spoletocinema, rappresenta una manifestazione di livello internazionale. Dopo la morte di Menotti, dal 2008 al 2020 il Festival è stato diretto da Giorgio Ferrara[24]. Dal 2021 la direzione artistica è affidata a Monique Veaute[25].
- Ogni anno, dopo Pasqua, si tiene la settimana di studi promossa dal Centro italiano di studi sull'alto medioevo.
- Ogni anno, nel mese di agosto, si svolge nella vicina frazione di Bazzano il "Mama Umbria International Festival", curato da La MaMa E.T.C. di New York, compagnia fondata da Ellen Stewart.
- Dal 1995 Spoleto accoglie annualmente (nel mese di dicembre) il "Premio nazionale per il cortometraggio sociale Nickelodeon"[26].
- Dal 1996 in aprile/maggio si svolge il Festival pianistico di Spoleto[27], organizzato dai Musici Artis Umbria.
- Dal 2003 Spoleto accoglie annualmente (nel mese di maggio) la Settimana internazionale della danza[28] trasferitasi da Perugia e ancor prima da Rieti. La manifestazione ha lo scopo di ricercare e promuovere nuove giovani stelle nascenti della danza classica e moderna. Fin dalla prima edizione ne è direttore generale Paolo Boncompagni.
- Dal 2004 si svolge nella città, nel mese di settembre, l'iniziativa "Le stelle europee del gusto".[senza fonte]
- Dal 2005 è istituita l'iniziativa enogastronomica "Vini nel mondo", una mostra dislocata negli interrati più antichi della città con vini prodotti da più di 160 cantine dall'Italia e da tutto il mondo. Nell'edizione 2008 è stato battuto, nell'ambito della manifestazione, il record mondiale di calice di vetro più grande al mondo: il calice, pezzo unico disegnato e realizzato dal maestro vetraio vicentino Massimo Lunardon– ha fatto segnare un'altezza di 2,03 metri per 48 cm di diametro e 3 cm di spessore; entrato quindi nel Guinnes dei Primati, è ora esposto nella Galleria civica d'arte moderna della città.[senza fonte]
- Dal 2007 è istituita l'iniziativa enogastronomica "Spoleto tipica", mostra mercato dei prodotti tipici che si svolge nei fine settimana compresi tra il 1 e l'11 novembre.[senza fonte]
- Dal 2015 si svolge nella città, la rassegna "I mondi di Spoleto" serie di incontri su temi di economia, cultura e attualità coordinati dal giornalista Giorgio Mulé e organizzati dall'Associazione Amici di Spoleto. Tra gli ospiti dell'iniziativa, autori e personaggi di successo come l'archeologo Valerio Massimo Manfredi, la cantante lirica e attrice Katia Ricciarelli, il giornalista Salvo Sottile e la scrittrice Sveva Casati Modignani.[senza fonte]

### Cinema
Per il particolare aspetto scenografico dei suoi scorci, specie nel suo centro storico, a Spoleto sono stati girati diversi film, specie fra gli anni sessanta e settanta, con famosi attori e registi.
- Kean, di Guido Brignone, con Rossano Brazzi, Germana Paolieri, (1940)
- I pagliacci, di Giuseppe Fatigati, con Alida Valli, Beniamino Gigli, Carlo Romano (1943)
- Mariti in pericolo, di Mauro Morassi, con Mario Carotenuto, Sylva Koscina, Memmo Carotenuto, Franca Valeri, Pupella Maggio (1960)
- Vita privata, di Louis Malle, con Brigitte Bardot e Marcello Mastroianni (1961)
- Controsesso, episodio Il professore, di Marco Ferreri, con Ugo Tognazzi (1964)
- Caccia alla volpe, di Vittorio De Sica, con Peter Sellers, Paolo Stoppa, Tino Buazzelli, Victor Mature (1966)
- Vedo nudo, episodio l'ultima vergine, di Dino Risi, con Nino Manfredi, Sylva Koscina, Enrico Maria Salerno (1969)
- La Califfa, di Alberto Bevilacqua, con Ugo Tognazzi e Romy Schneider (1971)
- L'etrusco uccide ancora, di Armando Crispino, con Alex Cord, Samantha Eggar, Enzo Cerusico, Carlo De Mejo (1972)
- Amore e morte nel giardino degli dei, di Sauro Scavolini, con Erika Blanc, Peter Lee Lawrence, Orchidea De Santis (1972)
- Cagliostro, di Daniele Pettinari (1975), con Bekim Fehmiu, Rosanna Schiaffino, Massimo Girotti, Luigi Pistilli
- Il medaglione insanguinato, di Massimo Dallamano (1975), con Richard Johnson, Joanna Cassidy, Ida Galli e Nicoletta Elmi
- Scusi lei è normale?, di Umberto Lenzi (1979), con Renzo Montagnani, Ray Lovelock, Anna Maria Rizzoli e Enzo Cerusico
- I Borgia, film TV di Brian Farnham, con Adolfo Celi, Oliver Cotton, Alfred Burke (1982)
- I miei primi quarant'anni, di Carlo Vanzina, con Pierre Cosso e Carol Alt (1987)
- Io e mia sorella di Carlo Verdone, con Carlo Verdone, Ornella Muti, Elena Sofia Ricci (1987)
- L'assassino è quello con le scarpe gialle, di Filippo Ottoni, con la Premiata Ditta (Roberto Ciufoli, Francesca Draghetti, Tiziana Foschi e Pino Insegno) (1995).
- inoltre, al Teatro Nuovo di Spoleto sono state girate alcune sequenze dei film Lo sceicco bianco (1952) di Federico Fellini e 4 mosche di velluto grigio (1971) di Dario Argento.
- Koning van Katoren di Ben Sombogaart (2012)
- Don Matteo, di registi vari. Spoleto è l'ambientazione principale a partire dalla 9ª stagione della serie, uscita nel 2014.
- Francesco di Liliana Cavani (2014)
- Copperman di Eros Puglielli (2019)
- La Donna per me di Marco Martani (2022)
- Romeo è Giulietta di Giovanni Veronesi (2024)

## Geografia antropica

### Frazioni
Acqualacastagna, Acquaiura, Ancaiano, Arezzola, Azzano, Baiano, Balduini, Bazzano Inferiore, Bazzano Superiore, Beroide, Belvedere, Borgiano, Camporoppolo, Campo Salese, Caprareccia, Casal della Valle, Casal di Mezzo, Casigliano, Castagnacupa, Catinelli, Cappuccini, Cerqueto, Cese, Colle Attivoli, Collerisana, Collicelli, Cortaccione, Crocemaroggia, Eggi, Fabbreria, Fogliano, Forca di Cerro, Icciano, Madonna di Baiano, Maiano, Messenano, Milano, Molinaccio, Montebibico, Montelirossi, Monteluco, Monte Martano (sorge sull'omonimo monte ed è sede di un castello), Morgnano, Morro, Ocenelli, Palazzaccio, Patrico (in cui si trova Mustaiole), Perchia, Petrognano, Pincano, Pompagnano, Pontebari, Poreta, Protte, Rapicciano, Roselli, Rubbiano, San Brizio, San Giacomo, San Giovanni di Baiano, San Gregorio di Ocenelli, San Martino in Trignano, San Nicolò, San Sabino, San Severo, San Silvestro, Santa Croce, Sant'Anastasio, Sant'Angelo in Mercole, Santo Chiodo, San Venanzo, Scatarci, Silvignano, Somma, Strettura, Sterpeto, Sustrico, Terraia, Terzo la Pieve, Terzo San Severo, Testaccio, Torrecola, Torricella, Uncinano, Valdarena, Valle San Martino, Vallocchia.

## Economia

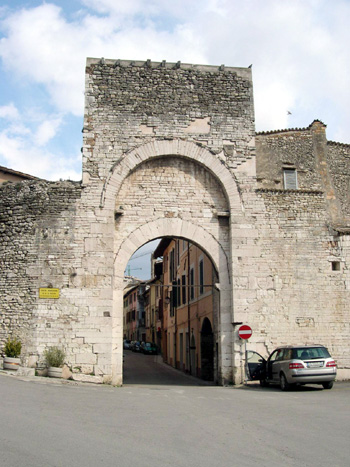
Porta Monterone.

Dopo l'unificazione, divenuta Perugia capoluogo dell'Umbria, Spoleto perse progressivamente il ruolo di centro amministrativo. Ai gravi contraccolpi economici si pose a parziale rimedio nei primi anni del Novecento, con la costruzione di opifici in prossimità delle mura, con l'attivazione delle miniere di lignite di Spoleto dislocate in varie frazioni tra cui Morgnano, che il 22 marzo 1955 sarà teatro di una grave sciagura, il disastro di Morgnano, e con la costruzione nel 1907 del Cotonificio e di un'industria chimica per la trattazione del fosforo.
Alla fine del XIX secolo in città erano attivi cinque piccoli istituti di credito (Banco Laurenti, Banco Poli, ecc.). Un generale dissesto economico provocò il loro fallimento e privò la città di un servizio indispensabile, dato il discreto giro d'affari che grandi proprietari terrieri locali intrattenevano con le Marche e con Terni. Fu Giulio Cesari, insegnante di Diritto ed Economia nel locale istituto tecnico commerciale, a proporre l'istituzione di un'altra, unica, banca cittadina, di cui divenne primo direttore. Fu istituita il 28 aprile 1895 con il nome Banca Popolare Società Cooperativa.
Al fine di integrare nel bacino di utenza spoletino le popolazioni montane della Valnerina, a fine Ottocento si iniziò la progettazione di una strada di collegamento adeguata tra Spoleto e Norcia; successivamente, si passò alla realizzazione di un collegamento ferroviario (la ferrovia Spoleto-Norcia), operativo dal 1926 al 1968.
Turismo, artigianato, industria e agricoltura, affiancati dal commercio e dal terziario, sono le basi su cui poggia l'economia spoletina. L'artigianato vanta una solida tradizione di tessuti, ricami e sellerie; l'agricoltura, con la produzione di olio extravergine di oliva (numerose sono le aziende del settore in zona: Monini, Costa D'Oro, C.U.FR.OL., Coricelli etc.), continua una tradizione antica di secoli; la piccola e media industria, con aziende che operano nel settore metalmeccanico, tessile e grafico, contribuisce all'economia locale.
Ma la voce più rappresentativa del comparto economico spoletino è quella del turismo. Spoleto è infatti uno dei principali centri turistici dell'Umbria, conosciuto a livello internazionale grazie al patrimonio storico, artistico, culturale e naturale offerto dalla città e dal suo territorio.

### Aziende dismesse
Le principali aziende che hanno permesso lo sviluppo industriale della città, in alternativa alla tradizionale economia legata alla mezzadria:
- l'Ex mattatoio civico attivo dal 1838 al 1963
- lo Stabilimento Bacologico Pennacchietti attivo dal 1880 al 1934
- le Miniere di Spoleto attive dal 1881 al 1961
- le Arti grafiche Panetto & Petrelli attive dal 1902 al 2014
- il Cotonificio di Spoleto attivo dal 1908 al 1985
- le Fonderie ghisa Spoleto S.p.a. (Ex Pozzi) attive dal 1963 al 2020
- le Industrie Minerva S.p.a.

## Infrastrutture e trasporti

### Ferrovie
Sul territorio comunale sono presenti 2 stazioni ferroviarie, Spoleto Centrale e Baiano di Spoleto, entrambe sulla direttrice Roma-Ancona. Fino al 30 Dicembre 2020 era presente una terza Stazione, quella di San Giacomo di Spoleto all'estremo nord del Comune, definitivamente soppressa il 30 dicembre 2020 in seguito all'attivazione di una variante di tracciato in galleria contestualmente ai lavori di raddoppio della tratta Spoleto-Campello.
Fino al 31 luglio 1968 era in funzione anche la Ferrovia Spoleto-Norcia, a scartamento ridotto.

### Mobilità alternativa

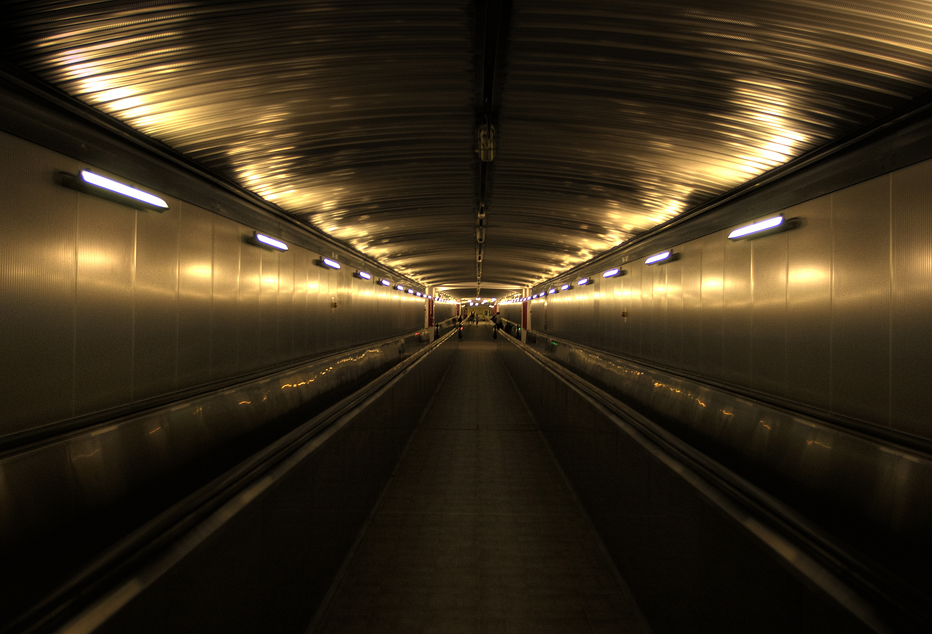
Mobilità alternativa

La città di Spoleto è dotata di tre percorsi meccanizzati sotterranei e di superficie che consentono di semplificare l'accessibilità al centro storico e di risolvere il problema parcheggi all'interno delle mura urbiche medievali.

## Amministrazione

Gonfalone comunale

| Nº                                                | Primo cittadino                                   | Primo cittadino                                   | Primo cittadino                                   | Mandato                                           | Mandato                                           | Partito                                           | Giunta                                            | Carica                                            | Elezione                                          |
| Nº                                                | Primo cittadino                                   | Primo cittadino                                   | Primo cittadino                                   | Inizio                                            | Fine                                              | Partito                                           | Giunta                                            | Carica                                            | Elezione                                          |
| Sindaci eletti dal consiglio comunale (1944-1995) | Sindaci eletti dal consiglio comunale (1944-1995) | Sindaci eletti dal consiglio comunale (1944-1995) | Sindaci eletti dal consiglio comunale (1944-1995) | Sindaci eletti dal consiglio comunale (1944-1995) | Sindaci eletti dal consiglio comunale (1944-1995) | Sindaci eletti dal consiglio comunale (1944-1995) | Sindaci eletti dal consiglio comunale (1944-1995) | Sindaci eletti dal consiglio comunale (1944-1995) | Sindaci eletti dal consiglio comunale (1944-1995) |
| ------------------------------------------------- | ------------------------------------------------- | ------------------------------------------------- | ------------------------------------------------- | ------------------------------------------------- | ------------------------------------------------- | ------------------------------------------------- | ------------------------------------------------- | ------------------------------------------------- | ------------------------------------------------- |
| 1                                                 |                                                   |                                                   | Aldo Manna                                        | 18 giugno 1944                                    | settembre 1944                                    | Partito Socialista Italiano                       | CLN                                               | Sindaco                                           | 1944                                              |
| 2                                                 |                                                   |                                                   | Filippo di Filippo                                | settembre 1944                                    | 14 aprile 1946                                    | Partito Socialista Italiano                       | CLN                                               | Sindaco                                           | 1944                                              |
| 3                                                 |                                                   |                                                   | Gaetano Valentini                                 | 14 aprile 1946                                    | 25 aprile 1947                                    | Partito Comunista Italiano                        |                                                   | Sindaco                                           | 1944                                              |
| 4                                                 |                                                   |                                                   | Mario Monterosso                                  | 25 aprile 1947                                    | 25 maggio 1952                                    | Partito Comunista Italiano                        |                                                   | Sindaco                                           | 1947                                              |
| 5                                                 |                                                   |                                                   | Giorgio Giovanni Toscano                          | 25 maggio 1952                                    | 23 dicembre 1960                                  | Partito Comunista Italiano                        |                                                   | Sindaco                                           | 1952                                              |
| –                                                 |                                                   |                                                   | Aldo Manna                                        | 23 dicembre 1960                                  | 1º marzo 1965                                     | Partito Socialista Italiano                       |                                                   | Sindaco                                           | 1960                                              |
| –                                                 |                                                   |                                                   | Dott. Martissa                                    | ottobre 1967                                      |                                                   | Giunta commissariata                              | Giunta commissariata                              | Commissario prefettizio                           | 1960                                              |
| –                                                 |                                                   |                                                   | Dott. Vaccaro                                     | 24 ottobre 1967                                   | 15 marzo 1969                                     | Giunta commissariata                              | Giunta commissariata                              | Commissario prefettizio                           | 1960                                              |
| 6                                                 |                                                   |                                                   | Ercole Rossi                                      | 15 marzo 1969                                     | 16 ottobre 1969                                   | Partito Socialista Democratico Italiano           |                                                   | Sindaco                                           | 1960                                              |
| –                                                 |                                                   |                                                   | Dott. Jannone                                     | 16 ottobre 1969                                   | 22 luglio 1970                                    | Giunta commissariata                              | Giunta commissariata                              | Commissario prefettizio                           | 1960                                              |
| 7                                                 |                                                   |                                                   | Giancarlo Mercatelli                              | 31 luglio 1970                                    | 29 luglio 1975                                    | Partito Socialista Democratico Italiano           |                                                   | Sindaco                                           | 1970                                              |
| 8                                                 |                                                   |                                                   | Mario Laureti                                     | 29 luglio 1975                                    | 11 agosto 1980                                    | Partito Socialista Italiano                       |                                                   | Sindaco                                           | 1975                                              |
| 9                                                 |                                                   |                                                   | Pietro Conti                                      | 11 agosto 1980                                    | 22 dicembre 1980                                  | Partito Comunista Italiano                        |                                                   | Sindaco                                           | 1980                                              |
| 10                                                |                                                   |                                                   | Enrico Roscini                                    | 22 dicembre 1980                                  | 10 marzo 1982                                     | Partito Comunista Italiano                        |                                                   | Sindaco                                           | 1980                                              |
| 11                                                |                                                   |                                                   | Leopoldo Corinti                                  | 10 marzo 1982                                     | 11 settembre 1985                                 | Partito Comunista Italiano                        |                                                   | Sindaco                                           | 1980                                              |
| 12                                                |                                                   |                                                   | Aldo Mattioli                                     | 11 settembre 1985                                 | 23 novembre 1987                                  | Partito Comunista Italiano                        | PCI-PSI-PSDI                                      | Sindaco                                           | 1985                                              |
| –                                                 |                                                   |                                                   | Pietro Conti                                      | 23 novembre 1987                                  | 7 settembre 1988 (Deceduto in carica)             | Partito Comunista Italiano                        | PCI-PSI-PSDI                                      | Sindaco                                           | 1985                                              |
| –                                                 |                                                   |                                                   | Aldo Mattioli                                     | 10 ottobre 1988                                   | 2 luglio 1990                                     | Partito Comunista Italiano                        | PCI-PSI-PSDI                                      | Sindaco                                           | 1985                                              |
| 13                                                |                                                   |                                                   | Giancarlo Tulipani                                | 2 luglio 1990                                     | 9 maggio 1995                                     | Partito Socialista Italiano                       | PCI-PSI-DC-PRI                                    | Sindaco                                           | 1990                                              |
| Sindaci ad elezione diretta (dal 1995)            |                                                   |                                                   |                                                   |                                                   |                                                   |                                                   |                                                   |                                                   |                                                   |
| 14                                                |                                                   |                                                   | Alessandro Laureti                                | 9 maggio 1995                                     | 29 giugno 1999                                    | Partito Democratico della Sinistra                | PDS-PRC-PPI-FdV                                   | Sindaco                                           | 1995                                              |
| 15                                                |                                                   |                                                   | Massimo Brunini                                   | 29 giugno 1999                                    | 14 giugno 2004                                    | Democratici di Sinistra                           | DS-PPI-SDI                                        | Sindaco                                           | 1999                                              |
| 15                                                | 14 giugno 2004                                    | 7 giugno 2009                                     | Massimo Brunini                                   | DS-DL-SDI-PdCI                                    | 2004                                              | Democratici di Sinistra                           |                                                   | Sindaco                                           |                                                   |
| 16                                                |                                                   |                                                   | Daniele Benedetti                                 | 8 giugno 2009                                     | 8 giugno 2014                                     | Partito Democratico                               | PD-PSI-Civiche                                    | Sindaco                                           | 2009                                              |
| 17                                                |                                                   |                                                   | Fabrizio Cardarelli                               | 9 giugno 2014                                     | 10 dicembre 2017 (Deceduto in carica)             | Indipendente di centro                            | Lista civica-NCD                                  | Sindaco                                           | 2014                                              |
| –                                                 |                                                   |                                                   | Maria Elena Bececco                               | 10 dicembre 2017                                  | 24 giugno 2018                                    | Indipendente di centro                            | Lista civica-NCD                                  | Vicesindaco f.f                                   | 2014                                              |
| 18                                                |                                                   |                                                   | Umberto De Augustinis                             | 25 giugno 2018                                    | 12 marzo 2021                                     | Indipendente di centro-destra                     | Lega-FI-FdI-Civiche                               | Sindaco                                           | 2018                                              |
| –                                                 |                                                   |                                                   | Tiziana Tombesi                                   | 12 marzo 2021                                     | 18 ottobre 2021                                   | Giunta commissariata                              | Giunta commissariata                              | Commissario prefettizio                           | 2018                                              |
| 19                                                |                                                   |                                                   | Andrea Sisti                                      | 18 ottobre 2021                                   | in carica                                         | Indipendente di centro-sinistra                   | PD-M5S-Civiche                                    | Sindaco                                           | 2021                                              |

### Gemellaggi
- Charleston
- Schwetzingen
- Orange
- Cetinje
- Cajamarca

## Sport

### Calcio
A livello calcistico sono presenti diversi club: quello storico che rappresenta la città di Spoleto è l'A.S.D. Spoleto calcio, la quale in passato ha partecipato per 4 stagioni alla Serie C negli anni '40, quando ancora la denominazione del club era Virtus Spoleto; milita attualmente in Promozione. Più recente è La Ducato Spoleto, con sede nella frazione di San Giacomo, la quale detiene attualmente il più florido settore giovanile della città, comprese le sezioni femminili. Altre associazioni della città attualmente attive sono la Superga 48 (società storica della frazione di Baiano), militante nel campionato di Prima categoria regionale e attiva nel settore giovanile, e la Polizia Penitenziaria Spoleto la quale partecipa al campionato di Seconda categoria regionale. Nella frazione di Morgnano è attiva dagli anni '50 la S.S.D. Bacigalupo che, dopo aver disputato diversi campionati regionali, svolge solo attività nel settore giovanile.

### Calcio a 5
Il futsal a Spoleto nasce nel 1999 con la fondazione della sezione calcio a 5 dell'Associazione Sportiva Polizia Penitenziaria, successivamente A.S.D. Polizia Penitenziaria Maran, la quale disputò, come massimo risultato, anche una stagione in Serie A nel 2008-09 e successivamente sciolta nel 2010. Nel 2022 è nata L'A.S.D. Ducato Spoleto Futsal, grazie alla presenza di diversi membri della vecchia Maran, allenatori, collaboratori ma soprattutto giocatori i quali, in alcuni casi tornando in attività, hanno contribuito notevolmente alla rinascita del futsal a Spoleto, costituendosi come nuovo sodalizio iscrivendosi al campionato regionale umbro di serie C2 nel 2022-23 vincendolo al primo tentativo e venendo quindi promossa nel campionato di Serie C1 2023-24.

### Ciclismo
- Il 25 maggio 1977 la 6ª tappa del Giro d'Italia 1977, partita da Pescara, si è conclusa con l'arrivo in salita a Monteluco di Spoleto, con la vittoria di Mario Beccia.
- Il 13 maggio 2004 la 5ª tappa del Giro d'Italia 2004, partita da Civitella in Val di Chiana, si è conclusa a Spoleto con la vittoria dell'australiano Robbie McEwen.
- Il 18 maggio 2007 Spoleto è stata di nuovo traguardo di tappa. La 6ª tappa del 90º Giro d'Italia con partenza da Tivoli e arrivo nel viale della Stazione, dopo 181 km, 3 GPM (Terminillo, 1.894 m - Forca Capistrello, 1.211 m - Forca di Cerro, 734 m) e circuito cittadino, ha visto la vittoria del colombiano Luis Laverde. Il 19 maggio 2007 la 7ª tappa è ripartita da Spoleto (piazza Vittoria) con destinazione l'Autodromo internazionale del Mugello.
- L'11 maggio 2024 ospita la partenza dell'8ª tappa del Giro d'Italia 2024 Spoleto - Prati di Tivo di 152 km, con partenza da Piazza Garibaldi e con la vittoria di Tadej Pogačar

### Ginnastica
In questa disciplina sportiva è molto attiva a livello organizzativo, ma non solo, la Polisportiva Dilettantistica La Fenice. Dal 2003, ogni due anni viene disputato un torneo internazionale denominato International Spoleto Cup di ginnastica ritmica, che ha avuto fra le sue vincitrici ginnaste del calibro di Anna Bessonova 2003, Vera Sessina 2005 e Eugenia Kanaeva 2007.

### Pallavolo

La Olio Venturi Spoleto in campo al "Nuovo Palazzetto" (poi PalaRota) nella stagione 1988-1989

Il migliore risultato ottenuto dalla pallavolo maschile a Spoleto è stato il raggiungimento dei quarti di finale nel campionato di Serie A1 1991-1992 da parte della Marconi: la squadra, allora sponsorizzata Olio Venturi, fu eliminata nella gara decisiva da Treviso che vinse per 3-2 in casa.

### Baseball
L'Associazione Sportiva M.M. Marconi Baseball Softball ha militato nella serie C2 dal 1995 al 1999, mantenendo sempre una o due squadre giovanili, mentre la squadra di softball è salita in serie C1 dal 1996.
Dal 1998 la Società organizza ogni anno il Torneo Città di Spoleto, che si svolge nel primo fine settimana del mese di settembre.

### Pugilato
Fondata nel 1946 da Dante Burli, l'Associazione Sportiva Dilettantistica Boxe Spoleto è tra i pochi sodalizi pugilistici italiani a potersi fregiare del titolo di "Società di Interesse Nazionale" assegnato dalla Federazione Pugilistica Italiana nel 1984, anno delle Olimpiadi di Los Angeles. Dal 2010, a un anno della scomparsa del suo fondatore, la Boxe Spoleto organizza in novembre un Memorial intitolato al suo fondatore e inserito in una grande manifestazione denominata "Tre giorni di Pugilato a Spoleto". Altresì è l'unica associazione sportiva italiana a praticare la disciplina sportiva del chess boxing.

### Rugby Union
ASD Spoleto Rugby, è una squadra di rugby di Spoleto. Si sono affiliati alla FIR per la prima volta nel 2014. Nel 2018 hanno partecipato alla FIR Serie C2.

### Rugby League
Il 25 novembre 2018 si è svolta allo Stadio Comunale di Spoleto una partita tra la Nazionale Italiana di Rugby League (LIRFL) e la BARA.